# 巴蒂斯塔·乔万尼·拉穆西奥
巴蒂斯塔·乔万尼·拉穆西奥（1485年—1557年），文艺复兴时期欧洲学者。他曾努力搜集了第一手的旅行者报告，还翻译了其中的九部，并且于1550年至1559年之间将它们印刷出版。增加了欧洲人对世界的了解。